# I Don’t Care Anymore
I Don’t Care Anymore – singel z drugiego solowego albumu Phila Collinsa - Hello, I Must be Going!. Piosenka, jak większość utworów na albumie, jest bardzo mroczna i mówi o utraconej miłości. Powodem tematyki albumu jest rozpad małżeństwa Collinsa. Muzycznie utwór jest podobny do wcześniejszego hitu Collinsa – „In the Air Tonight”. Melodia obu piosenek jest oparta w głównej mierze na perkusji, z gitarą i keyboardem w tle.
Na portalu Rate Your Music określono ją jako reprezentującą m.in. gatunki art rock, rock progresywny, pop rock, synthpop i new wave. 